# Francis Walker
Francis Walker (Londra, 31 luglio 1809 – Londra, 5 ottobre 1874) è stato un entomologo inglese.